# Campo Grafico
Campo grafico. Rivista di estetica e di tecnica grafica è stato un periodico italiano di arte grafica. Pubblicata dal 1933 al 1939 (66 numeri in totale), è ricordata come una delle riviste più innovative nel suo settore.

## Storia
Il primo numero di Campo Grafico uscì il 15 gennaio 1933. I fondatori furono il pittore Attilio Rossi e il grafico Carlo Dradi (1908-1982), attivi entrambi nel cartellonismo pubblicitario. 
L'intenzione dei fondatori era applicare alla grafica i temi moderni già recepiti in Italia nell'arte figurativa e nell'architettura. Campo Grafico si distaccò dagli stilemi in uso in Italia e si avvicinò alle correnti dell'avanguardia europea, su tutte il Bauhaus tedesco.
In un periodo in cui l'arte grafica stava estenuandosi in una elegante staticità neoclassica, Campo Grafico avanzò ardite soluzioni che scavalcavano le prassi ormai ingessate della vecchia tradizione artigianale. 
Sulle pagine della rivista apparivano studi, prove, esempi pratici relativi alla tecnica grafica (fotomontaggi, messa in pagina, utilizzo dei caratteri, ecc.), che fecero di Campo Grafico una rivista eminentemente tecnico-dimostrativa. Ogni numero ebbe un'impaginazione diversa. Tutti i numeri furono realizzati gratuitamente; anche i tipografi si prestarono volontariamente a questo esperimento editoriale mettendo a disposizione la propria manodopera nelle ore libere del sabato e della domenica. Infine i fascicoli vennero stampati presso officine grafiche di imprenditori milanesi aperti al progresso. 
«La rivista afferma con chiarezza e convinzione che non è possibile attuare un vero rinnovamento, senza portare all’interno del mondo della grafica il soffio vivificante dell’arte moderna e le problematiche delle avanguardie. Inoltre, vengono demistificate le teorie che sostenevano la grafica come arte e viene affermata la tesi della grafica come arte applicata alla comunicazione grafica. Inﬁne, va rilevato che la rivista nasce spontaneamente e volontariamente dall’interno della tipografia, magari con qualche limite culturale, ma con un’autenticità che sarà la sua forza e la sua originalità».
L'immagine di copertina del primo numero fu un fotomontaggio, il primo fatto in Italia per una rivista. Nell'aprile 1933 fu avviata quella che rimase la rubrica più famosa: “La rassegna del brutto”. Per tutto l'anno «Campo Grafico» uscì in 16 pagine. Nel 1934 vennero aumentate a 24. La sede fu trasferita dall'iniziale Corso Vercelli a Via Rugabella. La nuova sede, molto più spaziosa della precedente, divenne un luogo d'incontro di artisti e intellettuali. Furono abituali le frequentazioni di Alfonso Gatto, Leonardo Sinisgalli, Atanasio Soldati, Lucio Fontana, Salvatore Quasimodo, Raffaello Giolli e Edoardo Persico. Nel dicembre 1934 uscì un numero monografico dedicato alla fotografia. Nell'aprile 1935 Attilio Rossi emigrò in Argentina, lasciando la direzione a Luigi Minardi, il più anziano ed esperto tipografo del gruppo.
Nel 1937, dopo una serie di circostanze sfavorevoli che culminarono con uno scontro col sindacato fascista dei poligrafici, il gruppo di volontari si sciolse definitivamente, abbandonando la tipografia.
L'ultima uscita (n. 3-5 marzo/maggio 1939) fu un triplo fascicolo monografico (a cura del giovane Enrico Bona) dedicato al Futurismo e alla grafica di questo movimento; la copertina fu firmata da Filippo Tommaso Marinetti. La realizzazione fu particolarmente costosa, ma non vi fu lo sperato ritorno economico che compensasse la grossa spesa sostenuta e di fatto la rivista cessò così le pubblicazioni.
«Campo Grafico» è considerata ancora oggi un esempio di creatività e di modernità. Dopo l'anno 2000 si sono tenute due mostre dedicate alla rivista:
- Nel 2003 presso la Biblioteca Nazionale Braidense di Milano[2];
- Nel 2013 presso il Museo della stampa e stampa d’arte a Lodi[5].

## Direttori
- Attilio Rossi (gennaio 1933 – febbraio 1935)
- Luigi Minardi e Carlo Dradi (aprile 1935 – febbraio 1939)
- Enrico Boni (n. 3-5 del marzo/maggio 1939)

## Le copertine
Ventitré furono le firme delle 66 copertine. Il maggior numero appartiene allo Studio Dradi Rossi (13), seguito da Luigi Veronesi (8).